# Топальская волость
Топа́льская (Великотопа́льская) во́лость — область бывших владений графов Владиславичей-Рагузинских на территории Топальской и частично Новоместской сотен Стародубского полка, в 1770 году выкупленных в казну и пожалованных графу П. А. Румянцеву. Центр — местечко Великая Топаль.
Топальская волость XVIII века не являлась административно-территориальной единицей; она объединяла лишь владельческих крестьян и их земли.

## История и состав волости
До 1709 года эти земли принадлежали генеральному обозному Ивану Ломиковскому, сподвижнику гетмана Мазепы. После измены Мазепы земли отобраны в казну и в 1710 году отданы Савве Рагузинскому. Помимо самой Великой Топали, были отданы: Киваи, Туросна, Смотрова Буда, Гулёвка, Крутобережка, Внуковичи, Курознов, Плавня, Чорнооков, Пруска и Каменка. Из этих поселений Рагузинский образовал Топальскую волость, которую, умирая, завещал одному из трёх племянников – Гаврилу Владиславичу. Последний значительно увеличил Топальскую волость покупкой и захватом соседних земель.
Умирая в 1739 году, Владиславич завещал Топальскую волость младшему брату Моисею Владиславичу (кроме Киваёв, Туросны и Смотровой Буды, которые были отданы его вдове). По завещанию бездетного Гаврила Владиславича, его брат получил одно из богатейших имений в Малороссии, с 1066 крестьянскими дворами. С землями Моисей Владиславич получил 50 тысяч рублей и много драгоценностей. Новый владелец построил в Великой Топали роскошный дом, а рядом — французский сад с оранжереями.
Историками не установлены причины, по которым Владиславич решил продать Топальскую волость. По поручению императрицы Екатерины II, в 1770 году великотопальские земли вместе с селом Парафиевкой Борзненского уезда за 94 320 рублей. Топальская волость куплена была для Петра Александровича Румянцева-Задунайского, которому в декабре того же 1770 года и подарена вместе с Чолховской волостью.
Для передачи этих имений Румянцову, малороссийская коллегия назначила особую комиссию, которая вытребовала из стародубской полковой канцелярии и магистрата все имеющиеся документы, касавшиеся пожалованных имений. На основании этих документов, а также расспросов местных старожилов, отдаточная комиссия составила описание пожалованных имений, в двух книгах – по каждой волости отдельно. "Отдаточная книга Великотопальской волости со всеми её принадлежностями, сочинённая и оконченная 1771 г., октября 21 дня", содержит подробное описание населённых пунктов Топальской волости, в которую тогда входили следующие имения: Великая Топаль, Рубежное, Курознов, Парусинный Завод, Пруска, Каменка, Хохловка, Гулёвка, Внуковичи, Крутобережка, Драглёвка, Тростань, Рудня, Плавня, Чорнооков и хутор Старый.